# José Joaquín Romero y Fernández de Landa
José Joaquín Romero y Fernández de Landa (Galaroza, 27 de mayo de 1735, Madrid-5 de agosto de 1807) fue un militar, marino e Ingeniero Naval de la Real Armada Española. Desarrolló los planos de varios navíos de línea de dos y tres puentes participantes en las grandes batallas navales de la época de finales del siglo XVIII y principios del XIX como en la batalla del Cabo de San Vicente y en la batalla de Trafalgar. Conocido por escribir el Reglamento de maderas necesarias para la fábrica de los baxeles del Rey.

## Biografía
Nació en Galaroza (Huelva) el 27 de mayo de 1735, hijo de Gaspar Romero, capitán de caballos y comisario de guerra y doña Mayor Fernández de Landa y Muñoz. El 27 de mayo de 1752 ingresó en el Regimiento de Dragones de Edimburgo en la Villa de Arcos, donde se encontraba su compañía. Sin embargo, en 1754 sentó plaza en la Academia de Guardiamarinas de Cádiz.
En 1756 embarca en el navío San Fernando y luego en otras unidades, hasta que en 1757 ascendió a alférez de fragata.
Formó parte de la tripulación del navío Glorioso, durante el traslado de Carlos III a Barcelona al mando del Marqués de la Victoria.
En 1760 ascendió a alférez de navío y participa en varias operaciones contra el corso en el Mediterráneo. En 1761 fue nombrado Ayudante Mayor interino de las Brigadas de Artillería de Marina, cargo que ejerció entre el Ferrol y Cartagena. El 1 de noviembre de 1765 se incorporó a trabajar en el astillero de Guarnizo bajo el mando del ingeniero Francisco Gautier. Entre 1766 y 1767 permaneció en Guarnizo trabajando y aprendiendo con Gautier y fue ascendido a teniente de fragata.

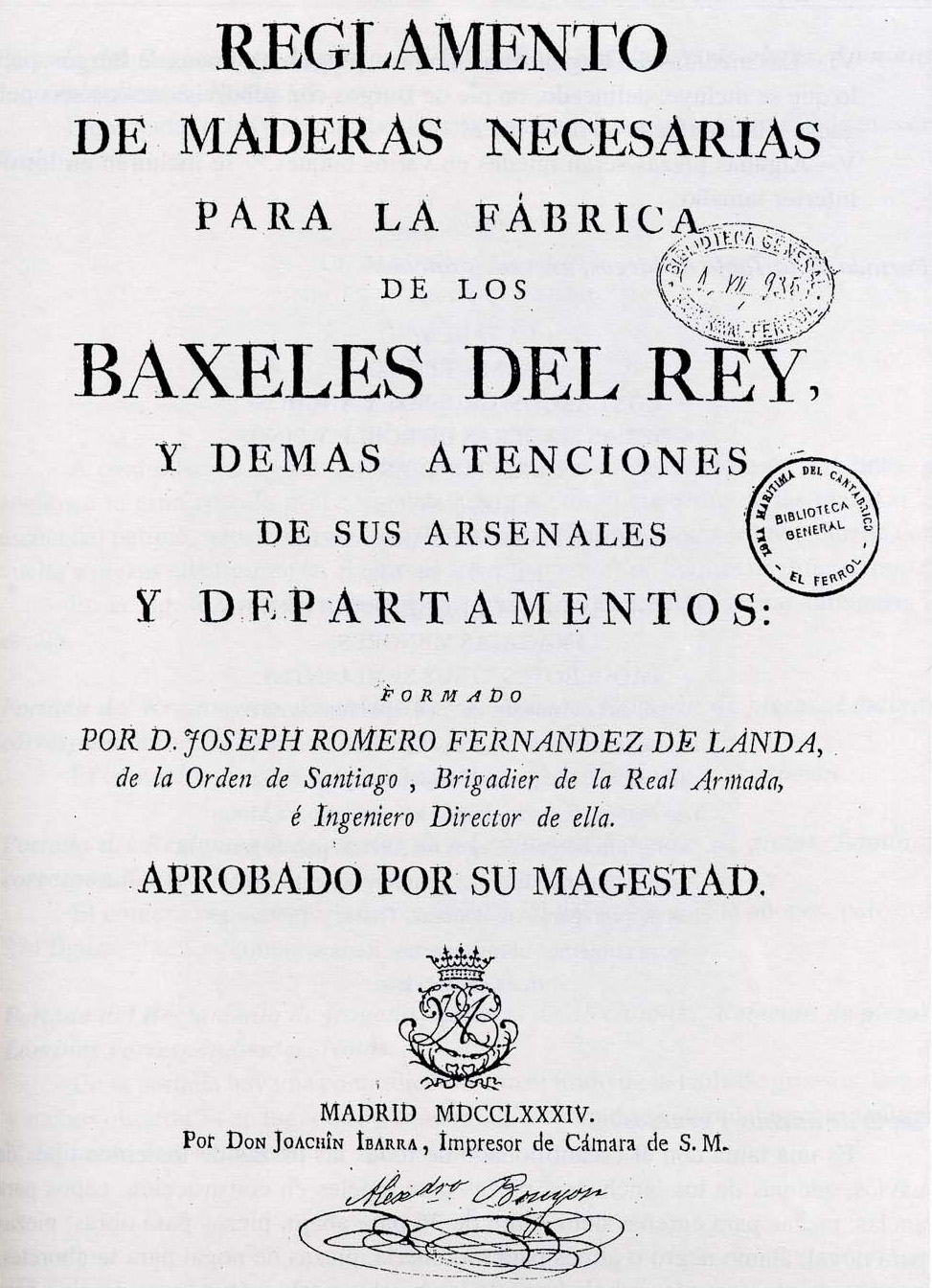
Portada del Reglamento de maderas necesarias para la fábrica de los baxeles del Rey de Romero Landa.

En octubre de 1770 se creó el Cuerpo de Ingenieros de Marina, formando parte del mismo desde el 17 de enero de 1771, como Ingeniero en Segundo, solo por detrás del Ingeniero General y creador del cuerpo, Francisco Gautier.
En 1772 comenzó a colaborar con Pédro González de Castejón lo que supuso una afrenta para Gautier. Ascendido González de Castejón a Teniente General de la Armada en 1774, nombró a Romero Landa Comandante de Ingenieros, quebrantando las Ordenanzas del Cuerpo General de Ingenieros y a su Ingeniero General, Gautier.
En 1775 se encargó de preparar el apresto de los convoyes de la armada en la primera expedición a Argel y se casó con su prima, Ana Fernández de Landa y Pérez Rañón. En 1776 es ascendido a capitán de navío y hasta 1780 está destinado al Ferrol y sustituye al ingeniero general en sus desplazamientos a la corte.
En 1781 ascendió a Brigadier de la Armada, manteniendo el cargo de Comandante de Ingenieros. En 1782, Gautier dimitió del cargo de Ingeniero General de la Armada y Romero de Landa le sustituyó en el cargo como Ingeniero General Interino. Redactó el Reglamento de maderas necesarias para la fábrica de los baxeles del Rey (1783).
El 28 de enero de 1786 ascendió a Ingeniero General de la Armada. En 1789 ascendió a jefe de escuadra y 1795 a teniente general. Falleció en Madrid el 5 de agosto de 1807.

## Buques de Guerra diseñados por Romero Landa
Con la instauración de la Casa de Borbón en el siglo XVIII se llevó a cabo una política de profundas reformas en todos los campos con la intención de colocar a España en un lugar destacado entre las potencias europeas. La Marina se consideró vital como medio de control de las colonias americanas. En 1765 llegó Gautier a España enviado por el ministro de Asuntos Exteriores francés François Choiseul para implantar en los astilleros españoles las técnicas constructivas francesas. Gautier presentó su dimisión el 5 de marzo de 1782, promoviéndose a Romero Landa como Ingeniero Director.

### Navíos de 112 cañones

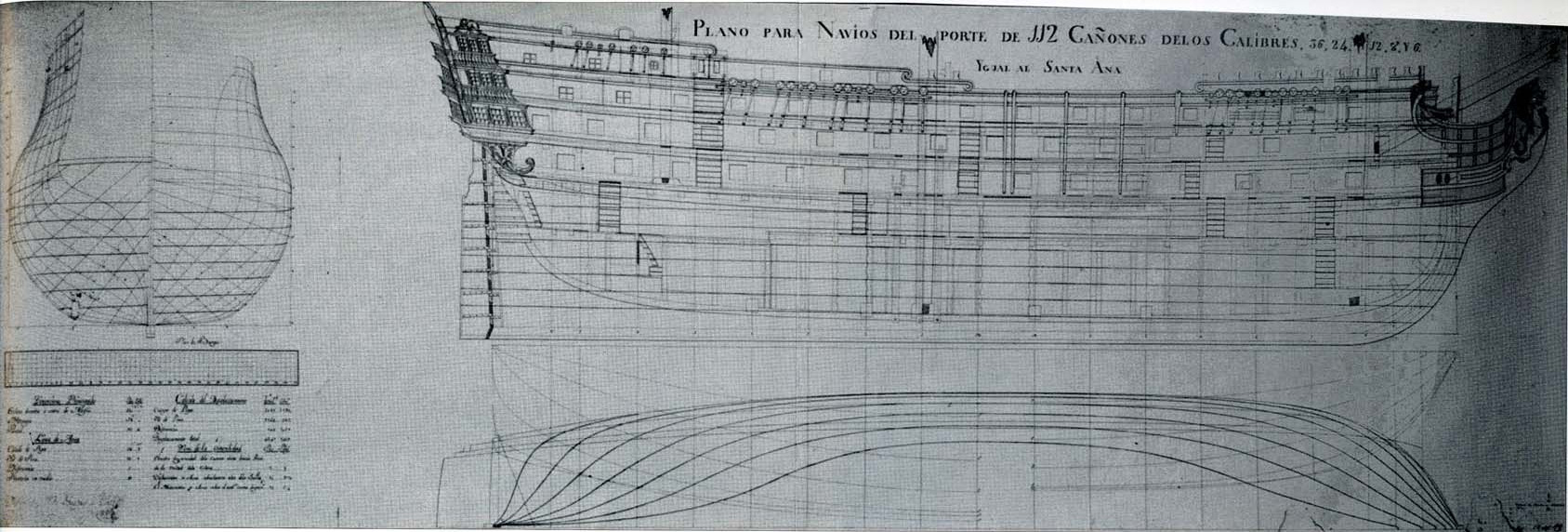
Plano para un navío de 112 cañones serie Santa Ana.

| Fecha de Botadura        | Nombre del Navío     | Alias/Advocación        | Astillero |
| ------------------------ | -------------------- | ----------------------- | --------- |
| 29 de septiembre de 1784 | Santa Ana            | Santana                 | Ferrol    |
| 20 de enero de 1786      | Mejicano             | San Hipólito            | La Habana |
| 4 de noviembre de 1786   | Conde de Regla       | Nuestra Señora de Regla | La Habana |
| 2 de mayo de 1787        | Salvador del Mundo   | El Salvador             | Ferrol    |
| 4 de noviembre de 1787   | Real Carlos          | Santiago                | La Habana |
| 20 de enero de 1789      | San Hermenegildo     |                         | La Habana |
| 12 de septiembre de 1791 | Reina María Luisa    | Reina Luisa             | Ferrol    |
| 28 de enero de 1794      | Príncipe de Asturias | Los Santos Reyes        | La Habana |

### Navíos de 74 cañones

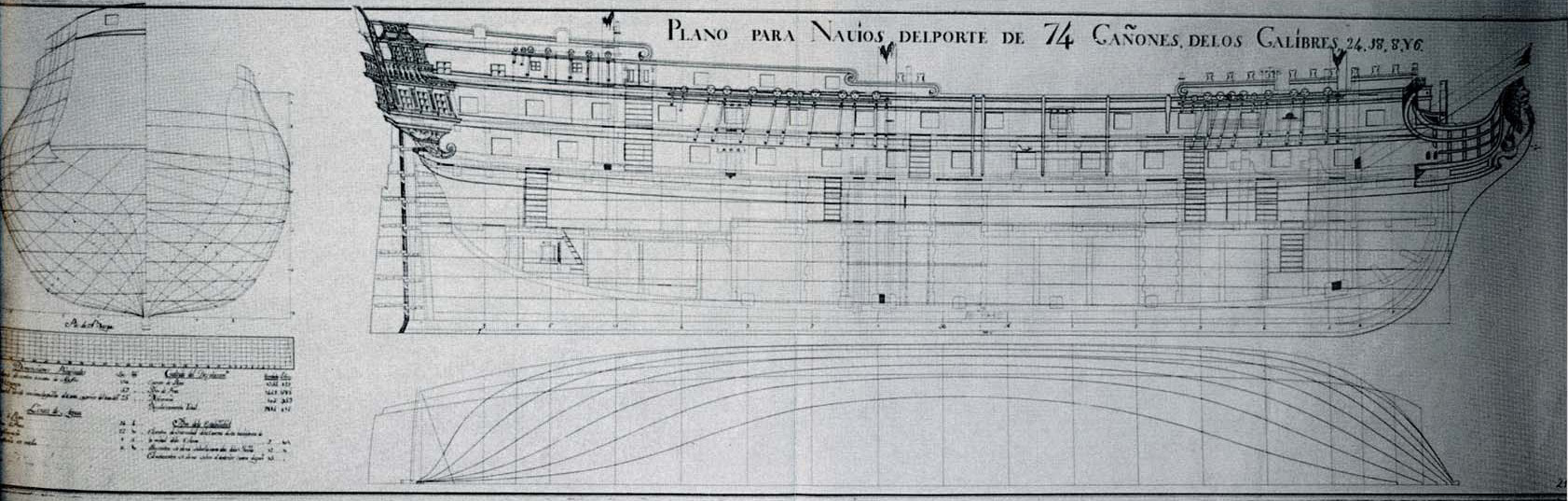
Plano para un navío de 74 cañones serie San Ildefonsinos.

Los navíos de 74 cañones constaba de dos cubiertas para el emplazamiento de la artillería, distribuyéndose los cañones de la siguiente manera: 28 cañones de 24 libras (11 kg) en la primera batería, 30 cañones de 18 libras (8 kg) en la segunda batería, 12 cañones en el alcázar y 4 cañones en el castillo de proa de 8 libras (3,6 kg) cada uno de ellos.
| Fecha de Botadura       | Nombre del Navío       | Alias/Advocación | Astillero |
| ----------------------- | ---------------------- | ---------------- | --------- |
| 1785                    | San Ildefonso          |                  | Cartagena |
| 20 de junio de 1788     | San Telmo              |                  | Ferrol    |
| 1788                    | San Francisco de Paula |                  | Cartagena |
| 19 de octubre de 1789   | Europa                 | San Lesmes       | Ferrol    |
| 20 de noviembre de 1790 | Intrépido              | San Mateo        | Ferrol    |
| 1791                    | Infante don Pelayo     | San Pelayo       | La Habana |
| 9 de diciembre de 1791  | Conquistador           | San Lucas        | Cartagena |
| 17 de marzo de 1794     | Monarca                | San Cayetano     | Ferrol    |

### Navíos de 64 cañones
Los navíos de 64 cañones proyectados por Romero Landa son una extensión de los navíos de 74 cañones modificando sus dimensiones principales mediante una escala cuyo valor de la constante usada es α=49,5/52
Bajo estas nuevas proporciones se construyeron tres navíos de 64 cañones.
| Fecha de Botadura       | Nombre del Navío    | Astillero |
| ----------------------- | ------------------- | --------- |
| 3 de noviembre de 1787  | San Fulgencio       | Cartagena |
| 27 de noviembre de 1787 | San Leandro         | Ferrol    |
| 27 de junio de 1788     | San Pedro Alcántara | La Habana |

### Fragatas

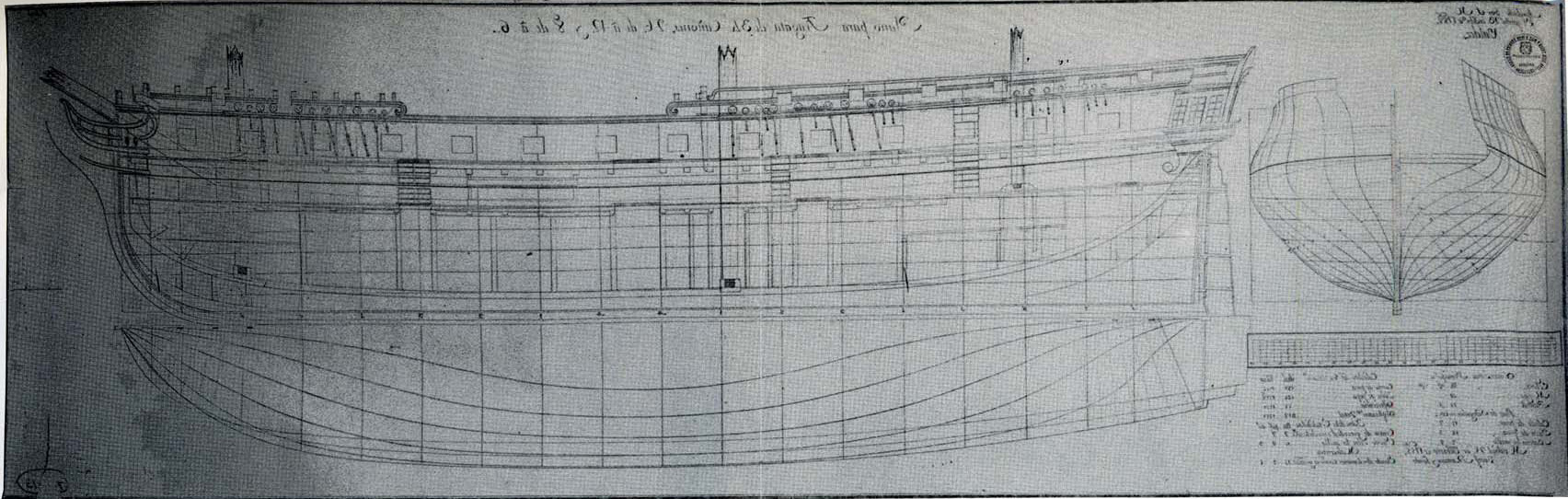
Plano para una fragata de 34 cañones.

| Fecha de Botadura    | Nombre de la Fragata         | Astillero |
| -------------------- | ---------------------------- | --------- |
| 12 de marzo de 1784  | Santa Casilda                | Cartagena |
| 4 de marzo de 1786   | Santa Florentina             | Cartagena |
| 3 de mayo de 1788    | Nuestra Señora de la Soledad | Cartagena |
| 2 de octubre de 1789 | Mahonesa                     | Mahón     |
| 31 de julio de 1789  | Perla                        | Cartagena |
| 18 de enero de 1791  | Preciosa                     | Cádiz     |